# Trần Thị Viết
Trần Thị Viết (1892–2011), ngụ ấp Cả Dứa, xã Tuyên Bình Tây, huyện Vĩnh Hưng, Long An. Bà là Mẹ Việt Nam anh hùng sống thọ nhất, cũng được sách kỷ lục Việt Nam ghi nhận là người phụ nữ cao tuổi nhất Việt Nam vào năm 2010.

## Thân thế
Cụ Nguyễn Văn Dành là chồng bà (sinh năm 1888), là con của một gia đình nghĩa binh tham gia kháng Pháp thời Cần Vương, quê ở miền Trung, để tránh sự truy lùng của quân Pháp đã dạt vào Đồng Tháp Mười sống ẩn dật.
Bà có 10 người con, gồm 8 trai, 2 gái. Cả 8 con trai của bà đều tham gia kháng chiến giải phóng đất nước, và 7 người đã hy sinh, trong đó có 2 người hy sinh khi chưa có vợ và không tìm được mộ. Năm 1966, cụ Dành qua đời, bà Viết bèn xuống tóc quy y ở chùa Thanh Lập (quận Mỹ An, tỉnh Kiến Phong, nay là Đồng Tháp), với pháp danh Diệu Mãnh. Một hôm quân Quốc gia ập đến chùa bắt bà vào trại giam, họ đánh đập bà nhưng không khai thác được thông tin gì, cũng không thể bắt bà kêu gọi các con từ bỏ Cách mạng, nên đành phải thả bà ra.

## Danh hiệu
Ngày 17 tháng 12 năm 1994, bà Viết được Nhà nước Việt Nam phong danh hiệu Bà mẹ Việt Nam anh hùng.

## Gia đình
Bà có hơn 40 cháu nội – ngoại, hơn 150 chắt, khoảng 300 cháu cố 5 đời. Bà hưởng thọ 119 tuổi.